# Taur Matan Ruak
Taur Matan Ruak, właśc. José Maria Vasconcelos (ur. 10 października 1956 w Osso Huna) – timorski wojskowy i polityk. Bojownik i jeden z dowódców organizacji zbrojnej FALINTIL, walczącej z indonezyjską armią w latach 1975–1999. Dowódca sił zbrojnych Timoru Wschodniego w latach 2002–2011. Zwycięzca wyborów prezydenckich w 2012 i prezydent Timoru Wschodniego od 20 maja 2012 do 20 maja 2017. Lider Partii Wyzwolenia Ludowego. Premier Timoru Wschodniego od 22 czerwca 2018 do 1 lipca 2023.

## Życiorys
Taur Matan Ruak urodził się w 1956 w miejscowości Osso Huna w dystrykcie Baucau jako najstarszy z ośmiorga dzieci António de Vasconcelosa i Albertiny Amaral. W 1960 przeniósł się razem z wujem do Dili, gdzie od 1963 do 1968 uczęszczał do szkoły podstawowej.
Po zajęciu Timoru Wschodniego przez wojska Indonezji w grudniu 1975 uciekł w górskie rejony kraju, gdzie dołączył do FALINTIL (Forças Armadas de Libertação Nacional de Timor Leste czyli Sił Zbrojnych Wyzwolenia Narodowego Timoru Wschodniego), zbrojnego ramienia Rewolucyjnego Frontu na rzecz Niepodległości Timoru Wschodniego (FRETILIN ), prowadzącego walkę o niepodległość i wyzwolenie spod indonezyjskiej 24-letniej okupacji. W tym czasie brał udział w walkach w Dili, Aileu, Maubisse, Ossu, Venilale, Uato-Lari i Laga. W latach 1976–1979 był odpowiedzialny za operacje wojskowe w dwóch sektorach: środkowo-wschodnim oraz Ponta Leste. 31 marca 1979 został schwytany przez indonezyjską armię w mieście Viqueque i trafił do niewoli, z której jednakże uciekł po 23 dniach, ponownie dołączając do szeregów FALINTIL.
W marcu 1981 został mianowany asystentem szefa sztabu FALINTIL, będąc odpowiedzialnym za dowództwo operacyjne w sektorze wschodnim, a następnie w sektorze zachodnim. W marcu 1983 został ponownie awansowany, przejmując kompetencje w zakresie planowania strategicznego w dowództwie operacyjnym sektora wschodniego. Jeszcze w tym samym roku został mianowany doradcą ds. wojskowych i zastępcą szefa sztabu FALINTIL. Od 1986 był odpowiedzialny za wszystkie operacje wojskowe w Timorze Wschodnim. W listopadzie 1992, po zatrzymaniu Xanany Gusmão, objął stanowisko szefa sztabu, a w marcu 1998 stanowisko zastępcy komendanta głównego (naczelnego dowódcy) FALINTIN. Po rezygnacji 10 sierpnia 2000 przez Xananę Gusmão z funkcji naczelnego dowódcy FALINTIL, zastąpił go na tym stanowisku. 10 grudnia 1999 został uhonorowany Nagrodą Praw Człowieka przez Zgromadzenie Republiki Portugalii. W 2001 awansował do stopnia generała brygady.
Po uzyskaniu przez Timor Wschodni niepodległości, 20 maja 2002 objął stanowisko szefa sztabu Sił Obrony Timoru Wschodniego (FDTL). W grudniu 2006 został odznaczony przez prezydenta Xananę Gusmão orderem Orde da Guerrilha. W 2006 został oskarżony przez urzędników ONZ o udział w nielegalnym transferze broni w czasie zamieszek, jakie wybuchły wówczas na Timorze Wschodnim. Nie zostały mu postawione jednakże jakiekolwiek zarzuty. 28 listopada 2009 prezydent José Ramos-Horta awansował go do stopnia generała dywizji. 1 września 2011 Taur Matan Ruak ogłosił rezygnację z zajmowanych stanowisk w wojsku, co było związane z zamiarem ubiegania się o urząd prezydenta w wyborach. 6 października 2012 został formalnie przeniesiony do cywila, po przyjęciu jego rezygnacji przez prezydenta.
W pierwszej turze wyborów prezydenckich 17 marca 2012 zajął drugie miejsce (25,71% głosów), przegrywając z Francisco Guterresem (28,76%), lecz pokonując urzędującego prezydenta José Ramos-Hortę (17,48%). W drugiej turze wyborów 16 kwietnia 2012 pokonał Guterresa, zdobywając 61,2% głosów poparcia. Urząd prezydenta objął 20 maja 2012 i zajmował do 20 maja 2017. Nie ubiegał się o reelekcję w wyborach prezydenckich w 2017. 
1 lipca 2023 na stanowisku szefa rządu zastąpił go Xanana Gusmão.
Taur Matan Ruak jest żonaty z Isabel da Costa Ferreirą, z wykształcenia prawniczką specjalizującą się w zakresie praw człowieka oraz byłą wiceminister sprawiedliwości. Ma troje dzieci.